# Osnovní pletenina
Osnovní pletenina (angl.: warp knitwear, něm.: Kettenwirkware) je textilie vzniklá provléknutím soustavy nití vazebními prvky v celém řádku naráz ve směru sloupku.

## Z historie osnovních pletenin
První osnovní pletenina vznikla patrně spolu s vynálezem ručního osnovního stávku v poslední čtvrtině 18. století (Angličan Crane), rašlové pleteniny přišly poprvé na trh v roce 1855 v Sasku. K podstatnému rozvoji výroby osnovních pletenin však došlo teprve ve 20. století. V roce 1954 bylo vyrobeno 1000 osnovních stávků a začala sériová výroba rašlů. O 10 let později se počet osnovních strojů zvýšil na desítinásobek a v roce 1974 na 50 000.
Od konce 20. století se značně rozšiřuje výroba osnovních pletenin pro technické účely a téměř všechny krajky pocházejí ze speciálních osnovních strojů.
V roce 2018 dosáhl celosvětový výnos z prodeje osnovních pletenin 12 miliard USD, pro příštích 5 let se počítalo s průměrným ročním přírůstkem 5 %.

## Příze v osnovních pleteninách
Nejpoužívanější materiál jsou (hladké, tvarované i elastické) syntetické filamenty. Staplové příze na pleteniny mohou být ze všech běžných umělých vláken, z přírodních materiálů je nejpoužívanější bavlna, efektní příze jsou vhodné jen na stojité niti a útkové efekty.
Fóliové příze (obvykle řezané přímo na pletacím stroji) se v posledních letech stále častěji používají na sítě a obalové pleteniny.

## Vazby osnovních pletenin
Očka, jako základní prvek vazby, se u osnovních pleteniny často doplňují pomocnými elementy, ke kterým patří zejména klička, flotáž, útek a stojitá nit.
V závislosti na počtu jehelních lůžek na pletacích strojích se zpravidla rozlišují tři velké skupiny vazeb
- Na jednolůžkových strojích se dají zhotovit jen jednolícní vazby
- Oboulícní vazby jsou možné jen na strojích se dvěma jehelními lůžky (Na dvoulůžkových se dají vyrábět také vícevrstvé tzv. distanční pleteniny
- Na dvoulůžkových strojích s dutými kladecími jehlami se dají zhotovit obourubní pleteniny, které se však prakticky sotva vyrábí.

V závislosti na způsobu kladení osnovních nití na jehly (přímé, střídavé postupné) vzniká jedna ze základních vazeb, ke kterým se většinou počítá: řetízek, trikot, sukno, satén, samet, atlas a kepr. Od těchto se odvozuje řada kombinací, např. prolamovaná, žebrová, plyšová, krytá, filetová, simplexová atd.

## Vzorování osnovních pletenin

### Druhy vzorované vazbou
Jsou to např.: krytý, prolamovaný, nopový, plyšový, žebrový vzor, příčné vlny, milanés

### Vzorování s pomocí přídavného zařízení
Např.: vzorovým lisem, vzorovacími kladecími přístroji, srážecím plechem (nebo drátem), žakárovým zařízením 

## Vlastnosti
Osnovní pletenina je většinou nesnadno páratelná, méně roztažná (roztažnost pleteniny podstatně ovlivňuje délka platinových obloučků), má hladší povrch, je odolnější proti oděru, zkrucování a krčení než zátažné zboží.
Hustota pletenin se v závislosti na rozteči jehel pohybuje od 1 do cca 170 oček na 10 cm a nejjemnější hadičky (na okrouhlých strojích) se dají vyrábět s průměrem cca 7 mm, zatím co nejširší úplety mohou dosáhnout až 6 metrů.

## Způsoby výroby hlavních druhů pletenin
Výroba na každém ze čtyř hlavních druhů osnovních strojů se zaměřuje převážně na určité sektory použití pletenin:
| Pletací stroje          | Příklady použití pletenin |
| Ploché osnovní stávky   | svrchní a sportovní oděvy, čalounění aut a nábytku, tyly a jemné sítě                                                          |
| Rašly                   | krajky a záclonoviny, distanční pleteniny, plyše, geotextilie a obaly, obuvní svršky, podklady na lamináty a výztuže kompozitů |
| Galonové stávky         | pozamenty, elastické pásy, bordury                                                                                             |
| Okrouhlé osnovní stávky | miniaturní hadičky a filtry, duté šňůrky                                                                                       |

## Galerie osnovních pletenin

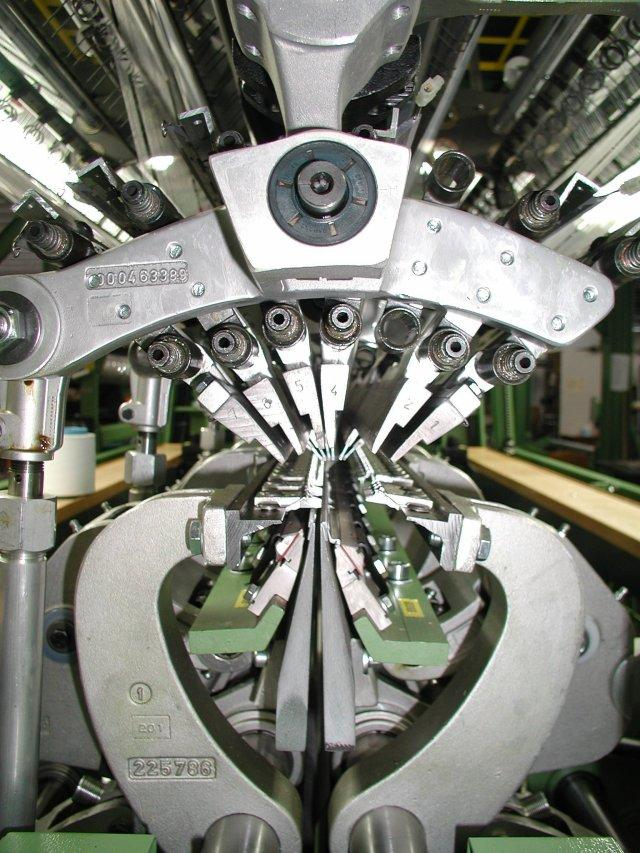
Profil dvoulůžkového rašlu s šesti kladecími přístroji
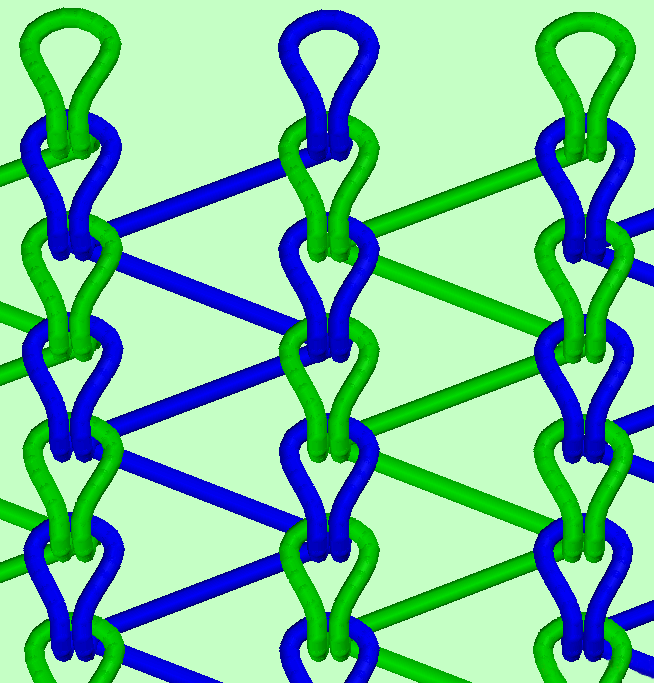
Struktura trikotové vazby
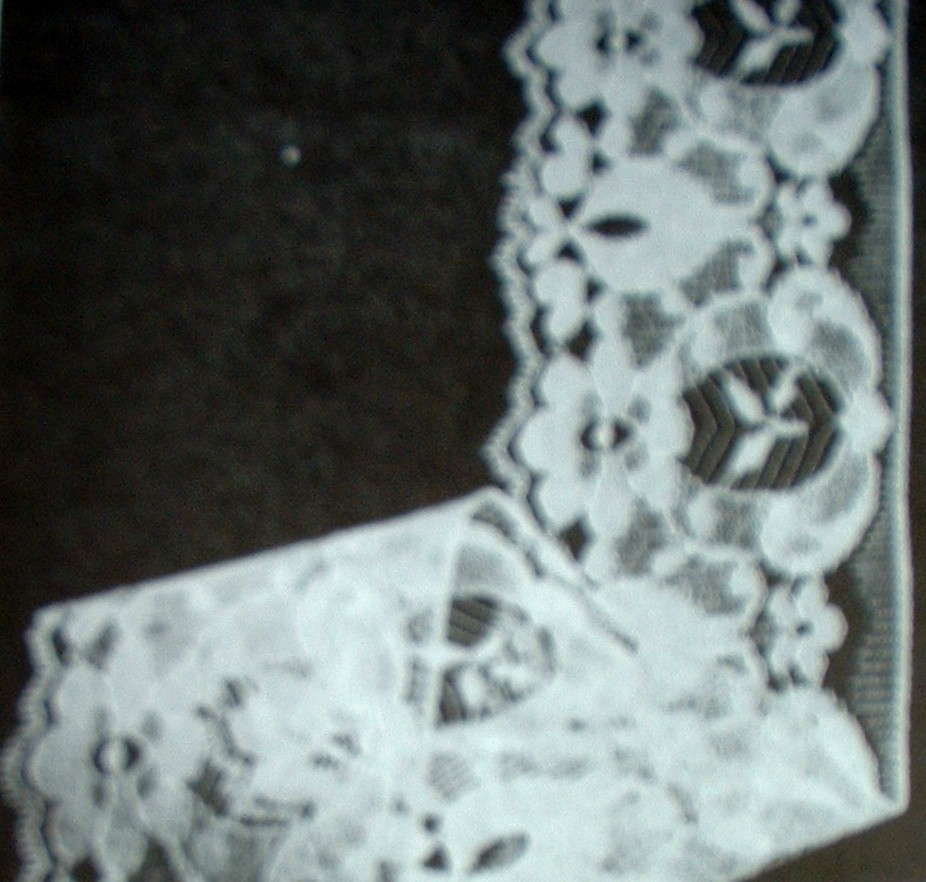
Krajka zhotovená na rašlu
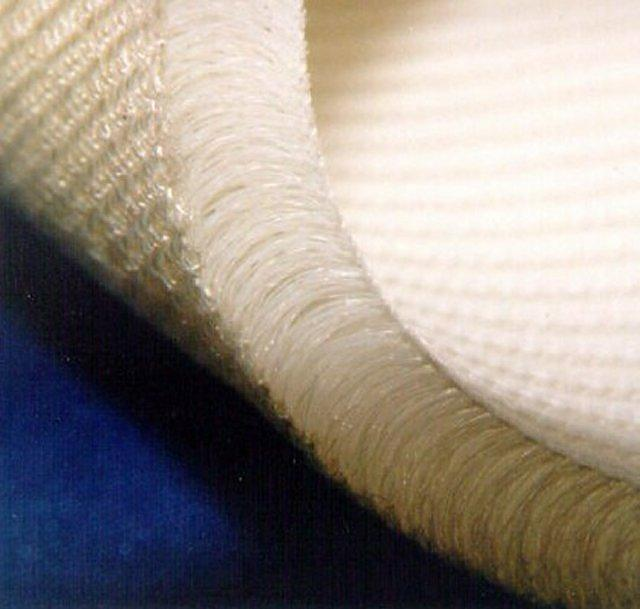
Průřez distanční pleteninou
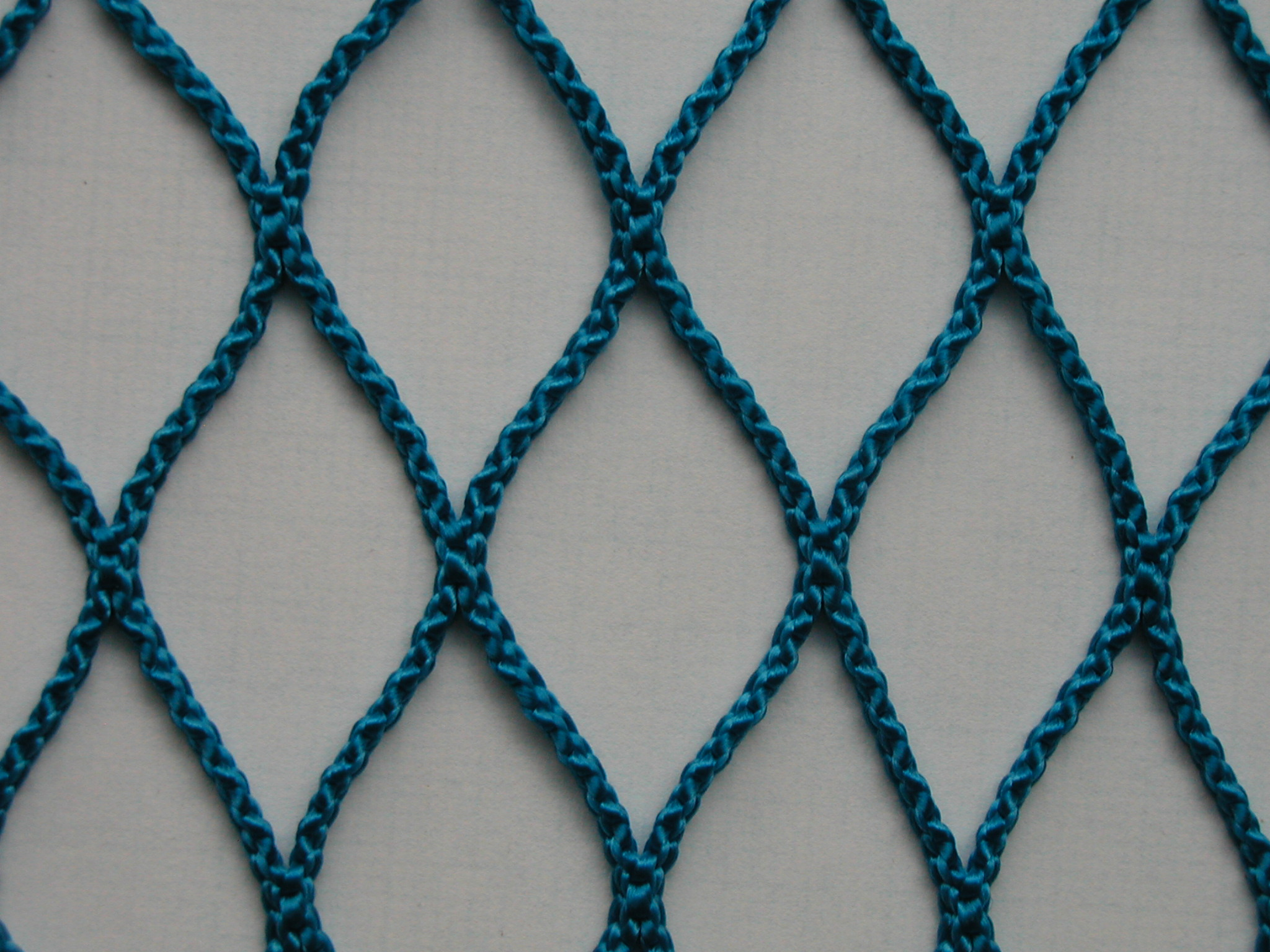
Rybářská síť z osnovní pleteniny